# Ten Years (Aly & AJ)
Ten Years è il primo EP di Aly & AJ pubblicato il 17 novembre 2017.
Ten Years è la loro prima uscita in dieci anni, dopo l'uscita del terzo album in studio Insomniatic (2007), che ha raggiunto il numero 15 in Billboard 200. È inoltre la loro prima uscita dalla loro uscita dalla Hollywood Records nel 2009; il disco verrà pubblicato sulla propria etichetta, Aly & AJ Music, LLC.
L'EP è stato preceduto dall'uscita di due singoli: "Take Me" e "I Know".

## Il disco
Discografia precedente della "Old Era":
Aly & AJ hanno pubblicato tre album in studio sotto Hollywood Records: Into the Rush (2005), Acoustic Hearts of Winter (2006) e Insomniatic (2007), l'ultimo dei quali ha raggiunto il punto 15 nella Billboard 200, e conteneva il singolo "Potential Breakup Song", che raggiunse il numero 17 sulla Billboard Hot 100. Il duo ha lasciato l'etichetta nel 2010 e ha iniziato a pubblicare musica sotto il nome 78violet.
Nel 2013, prima di tornare al nome Aly & AJ, pubblicano "Hothouse". Nonostante ciò, erano stanche del mondo della musica e in seguito si sono limitate alla recitazione. Aly attualmente interpreta Peyton Charles in IZombie, mentre AJ interpreta Lainey Lewis in The Goldbergs.
Per distinguere il vecchio dal nuovo sound, le Michalka hanno definito il periodo di queste pubblicazioni come "Old Era", contrapponendolo alla "New Era" inaugurata dal nuovo EP.
Il nuovo EP e la "New Era":
Nell'aprile 2016, il duo ha iniziato a registrare nuova musica per quella che definiscono "New Era", "nuova era"; alla sua produzione partecipano grandi nomi come quelli di Mike Elizondo e Ryan Spraker. Nell'aprile 2017, il duo ha confermato che la nuova musica era in arrivo.
Grazie alla piattaforma PledgeMusic, Aly&AJ hanno radunato migliaia di fan da tutto il mondo, al fine di promuovere non solo il nuovo EP ma anche il nuovo merchandising.
A Luglio 2017, con una lettera pubblicata sui loro profili social, Aly & AJ hanno spiegato ai fan il motivo che le ha spinte a produrre nuovo materiale dopo ben dieci anni: non a caso il titolo del nuovo EP,  "Ten Years", simboleggia il tempo trascorso dall'ultimo disco prodotto con il loro band name originale.
Ecco una traduzione della lettera: 
Vogliamo ufficialmente presentarvi il nostro primo singolo dopo 10 anni lontane dall’aver prodotto musica come Aly&AJ. Per quanto ricordiamo, la musica è stata il nostro primo Amore. Quella sensazione meravigliosa che proviamo durante le performance,   il processo di composizione, o quando lavoriamo insieme è impossibile da spiegare. Abbiamo perso questa sensazione per molto tempo. L’idea di metterci di nuovo alla prova da adulte è stata spiazzante e paralizzante allo stesso tempo. Avevamo perso la passione nel creare. Ma quella passione è tornata. Sapevamo sarebbe tornata, ma non sapevamo quando. E ora eccoci qui. Non siamo mai state così orgogliose della nostra musica. “Sappiamo” (“I Know”) che sono passati “Dieci Anni” (“Ten Years”) e abbiamo fatto molte “Promesse” (“Promises”), ma è giunto il momento di “Prendere” (“Take Me”) le “Distanze” (“The Distance”).
Grazie alle persone che hanno saputo aspettare tanto.
E a coloro che ci ascolteranno per la prima volta, diamo un caloroso benvenuto.
A&A.»

## Singoli
Finora sono stati rilasciati due singoli. "Take Me" è stato annunciato come singolo di debutto il 2 giugno 2017. Il singolo è stato rilasciato per un errore tecnico lo stesso giorno, ma è stato rimosso subito dopo. Il singolo è stato notato positivamente soprattutto per un cambiamento nello stile musicale del gruppo, che abbandona il pop rock commerciale per il synth-pop ispirato agli anni '80. "Take Me" ha ricevuto recensioni positive dalla critica. Il video ufficiale della canzone, diretto da Alex Ross Perry, è stato pubblicato il 14 settembre 2017.
"I Know" è stato pubblicato come secondo singolo il 3 novembre 2017. Per il testo della canzone, il duo ha tratto ispirazione dalla morte di un conoscente, scomparso a causa del cancro. Su questo argomento il duo ha voluto dare spiegazioni: 
(Aly & AJ, MTV.)
Il singolo è stato accolto positivamente dalla critica.

## Tracce
1. Take Me – 3:31 (testo: Aly Michalka, AJ Michalka, Jamie Sierota, Ryan Spraker)
2. I Know – 3:30 (testo: Michalka, Michalka, Sierota, Spraker, Tom Peyton)
3. Promises – 4:12 (testo: Michalka, Michalka, Sierota, Spraker)
4. The Distance (testo: Michalka, Michalka, Sierota, Spraker)

Durata totale: 11:13
Tracce bonus della Deluxe edition
1. Good Love – 4:13 (testo: Michalka, Michalka, Sierota, Spraker)
2. With You – 4:59 (testo: Michalka, Michalka, Sierota, Spraker)
3. Promises (Live at Thalia Hall) – 5:07 (testo: Michalka, Michalka, Sierota, Spraker)
4. Take Me (Live at Thalia Hall) – 4:23 (testo: Michalka, Michalka, Sierota, Spraker)